# Muneji Munemura
Muneji Munemura (japonès: 宗村宗二)  (prefectura de Niigata, 1 d'octubre de 1943) és un ex-lluitador japonès, especialista en lluita grecoromana, que va competir durant la dècada de 1960.
El 1968 va prendre part en els Jocs Olímpics de Ciutat de Mèxic, on guanyà la medalla d'or en la competició del pes lleuger del programa de lluita grecoromana.